# ایستگاه متروی شهرری

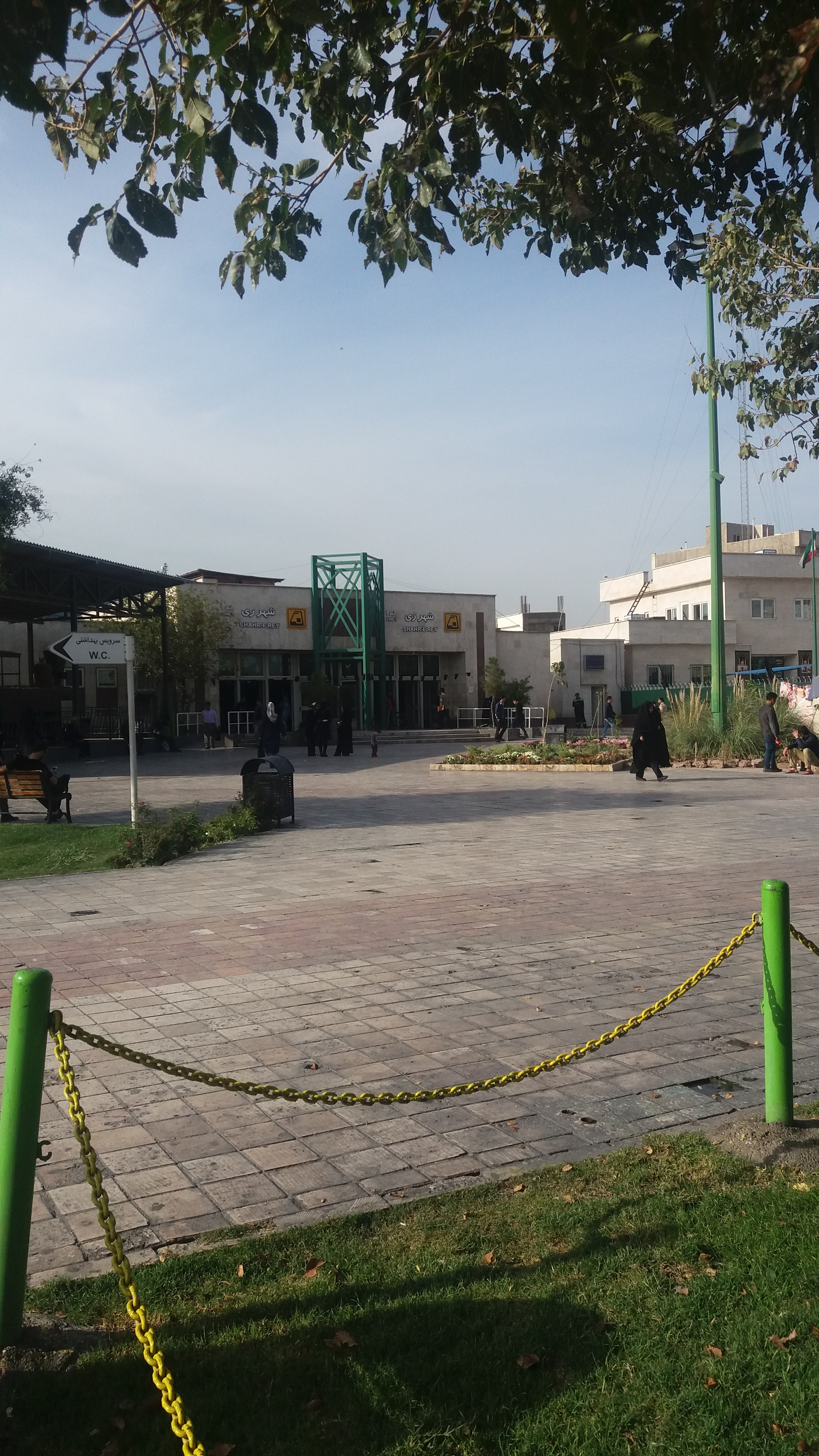
نمایی از ایستگاه متروی شهرری

ایستگاه متروی شهرری، یکی از ایستگاه‌های متروی تهران است که در شهر ری واقع شده‌است. این ایستگاه در خط ۱ متروی تهران واقع شده‌ است. یکی از مراکز مهم نزدیک به این ایستگاه حرم حضرت عبدالعظیم (شاه عبدالعظیم) می‌باشد. در آینده نزدیک توسعه جنوبی خط ۶ متروی تهران به این ایستگاه متصل خواهد شد.
این ایستگاه دارای ۲۱۲۴ متر مربع مساحت فضای سرپوشیده و ۲۱۶۶ متر مربع فضای باز می‌باشد.